# Арск
Арск (на татарски: Арча, Arça) е град, разположен в Северозападен Татарстан, в състава на Руската Федерация. Административен център на Арски район. Населението му през 2010 година е 17 994 души.

## История
Според легенда, селището е основано през 13 век от монголския хан Бату хан. В руските хроники селището е споменато за първи път през 1497 година.
През 1938 година става селище от градски тип, а през 2008 година получава статут на град.

## Население
- 1926 – 2250 жители
- 1940 – 5220 жители
- 1959 – 7519 жители
- 1970 – 9329 жители
- 1979 – 11 376 жители
- 1989 – 13 938 жители
- 2002 – 17 211 жители
- 2010 – 17 994 жители